# 和義 (アルバム)
『和義』（かずよし）は、斉藤和義の通算17枚目のスタジオ・アルバム。2013年10月23日発売。通算16枚目のアルバム『斉藤』と同時発売された。発売元はSPEEDSTAR RECORDS。規格品番：VICL-64220（特典付初回盤はVIZL-920）。

## 概要
デビュー20周年リリース第4弾。オリジナル・アルバムとしては前作『45 STONES』から2年振りの発売となった。
同日には通算16枚目のアルバム『斉藤』も発売され、キャリア初のオリジナルアルバム2枚同時発売となった。アルバム2枚同時発売は2013年8月25日の兵庫公演中に斉藤本人の口から発表され、その際はまだタイトルは決まっていないと明かされていた。その後同年9月1日の埼玉公演にてタイトルが発表された。
本作『和義』は、2013年に入ってからレコーディングされた楽曲で構成。また、『斉藤』では多重録音の楽曲中心となっているのに対し、こちらはツアーメンバーや親交の深いミュージシャンとともに制作された楽曲が多い。
初回盤は1万セットの完全生産限定で、『斉藤』『和義』の2枚に、特製バブルヘッド人形がセットになったスペシャルパッケージで発売。また、先着購入特典として全4色のスペシャルポスターが用意された。

## 収録曲
| 全作詞・作曲: 斉藤和義。 |                            |           |            |                                                          |      |
| #                        | タイトル                   | 作詞      | 作曲・編曲 | 編曲                                                     | 時間 |
| 1.                       | 「カーラジオ」             | 斉藤和義  | 斉藤和義   | 斉藤和義                                                 | 4:27 |
| 2.                       | 「恋のサングラス」         | 斉藤和義  | 斉藤和義   | 斉藤和義・チバユウスケ                                   | 5:29 |
| 3.                       | 「Cheap&Deep」             | 斉藤和義  | 斉藤和義   | 斉藤和義                                                 | 4:09 |
| 4.                       | 「Happy Birthday to you!」 | 斉藤和義  | 斉藤和義   | 斉藤和義・中村達也・KenKen                               | 5:14 |
| 5.                       | 「流星」                   | 斉藤和義  | 斉藤和義   | 斉藤和義                                                 | 4:56 |
| 6.                       | 「MUSIC」                  | 斉藤和義  | 斉藤和義   | 斉藤和義                                                 | 5:25 |
| 7.                       | 「天使の猫」               | 斉藤和義  | 斉藤和義   | 斉藤和義                                                 | 4:36 |
| 8.                       | 「Always」                 | 斉藤和義  | 斉藤和義   | 斉藤和義・山口寛雄                                       | 4:49 |
| 9.                       | 「それから」               | 斉藤和義  | 斉藤和義   | 斉藤和義・藤井謙二・辻村豪文・隅倉弘至・玉田豊夢・高野勲 | 5:05 |
| 10.                      | 「メリークリスマス」       | 斉藤和義  | 斉藤和義   | 斉藤和義・藤井謙二・隅倉弘至・玉田豊夢                   | 5:13 |
| 合計時間:                | 合計時間:                  | 合計時間: | 49:23      |                                                          |      |

### 解説
1. カーラジオ
42ndシングル『Always』カップリング曲。JAPAN FM LEAGUE 20周年記念ソング。
2. 恋のサングラス
The Birthdayのチバユウスケとの共作曲。チバはボーカルとエレクトリック・ギターで参加している。
チバとは2013年5月、MANNISH BOYSで"WEEKEND LOVERS '13"ツアーを一緒に回っており、その際に「曲作りに対する姿勢が一緒なんだろうなあという気がして」斉藤から共作をもちかけた。斉藤曰く「歌詞を書く者同士、それぞれにこだわりがあって、作ってておもしろかった。2人だからこそできた曲」[4]。
3. Cheap&Deep
4. Happy Birthday to you!
MANNISH BOYSとしてともに活動を行っている中村達也と、RIZEのKenKenとの共作曲。
5. 流星
演奏はツアーメンバーによるもの。
6. MUSIC
7. 天使の猫
100sのベーシストである山口寛雄との共作。
8. Always
42ndシングル曲。PENTAX K-50 CMソング。
9. それから
本曲と次曲はツアーメンバーとともにセッションしながら作られた曲。
10. メリークリスマス